# Mezoregion Puszczy Augustowskiej
Mezoregion Puszczy Augustowskiej (II.11) – mezoregion przyrodniczo-leśny w Krainie Mazursko-Podlaskiej.
Mezoregion położony jest w północno-wschodniej Polsce w woj. podlaskim. Graniczy z mezoregionami: Pojezierza Suwalskiego, Górnej Biebrzy, Pojezierza Ełckiego oraz Wigier i Rospudy. Powierzchnia mezoregionu wynosi 891km². Pod względem fizycznogeograficznym region leży na Równinie Augustowskiej.
Region jest silnie zalesiony. Położona jest na nim Puszcza Augustowska. Lasy i ekosystemy seminaturalne zajmują ok. 79% powierzchni regionu, z czego same lasy ok. 76% (ponad 682km²). 90% powierzchni lasów zarządzanych jest przez Regionalną Dyrekcję Lasów Państwowych w Białymstoku (Nadleśnictwo Głęboki Bród bez części północnej, południowa część Nadleśnictwa Pomorze, północna nadleśnictw Płaska i Augustów oraz wschodnia Nadleśnictwa Szczebra).
Najczęściej występują krajobrazy naturalne fluwioglacjalne równinne i faliste. Do rzadszych należą krajobrazy zalewowych den dolin – akumulacyjne. Obszar regionu leży w zasięgu zlodowacenia północnopolskiego, zajmując równinę sandrową o wysokości 120–150 m n.p.m., zbudowaną głównie z plejstoceńskich piasków i żwirów. Na południe od Augustowa i w północno-wschodniej części regionu występują niewielkie obszary glin zwałowych, piasków i żwirów lodowcowych .
Wśród roślinności dominują śródlądowe bory sosnowe i subborealne bory mieszane. W części południowej występują też bory i bory mieszane z domieszką świerka, łęgi jesionowo-olszowe i olsy.